# Waleri Alexejewitsch Bossenko

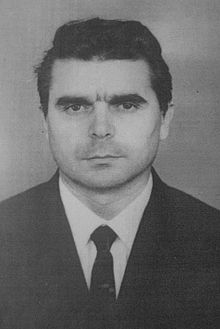
Walerij Bosenko

Waleri Alexejewitsch Bossenko (russisch Валерий Алексеевич Босенко, ukrainisch Валерій Олексійович Босенко Walerij Oleksijowytsch Bossenko, * 1. Januar 1927 in Mariupol, Ukrainische SSR, Sowjetunion; † 19. März 2007 in Kiew, Ukraine) war ein sowjetischer marxistischer Philosoph, der die Theorie der materialistischen Dialektik weiterentwickelte.

## Werdegang
Bosenko wurde in der ukrainischen Stadt Mariupol geboren. Im Zweiten Weltkrieg blieb Bosenko in der Okkupationszone, half aktiv der Roten Armee und wurde schwer verletzt. 1946 begann er ein Studium an der philosophischen Fakultät der Taras-Schewtschenko-Universität Kiew, wo er nach dem Studium zuerst als Assistent, dann als Dozent und Professor tätig war. Seine Promotion erlangte Bosenko 1956 mit einer Arbeit über die Dialektik der Kontinuität und Diskontinuität in der Bewegung. Der Betreuer seiner Promotionsarbeit war der sowjetische Philosoph Pawel Kopnin. 1968 habilitierte Bosenko mit einer Arbeit zum Thema «Dialektik als Theorie der Entwicklung».
Von 1998 bis 2002 war er am Lehrstuhl für Philosophie des Kiewer Polytechnischen Institutes tätig.
Weit bekannt wurde unter den Philosophen, Pädagogen und im breiten Kreis der Leser Bosenkos Buch «Den Erzieher erziehen» (1989), das in der Ukraine 2004 neu aufgelegt wurde.
Bosenko schenkte der Popularisierung der Ideen der materialistischen Dialektik in der philosophischen Publizistik viel Aufmerksamkeit. Seine Artikel wurden in den Zeitungen «Komsomolskaja Prawda», «Poisk», in den Zeitschriften «Kommunist», «Marxismus und Modernität» veröffentlicht. Bosenko war Betreuer der Promotionsarbeit des Theoretikers der sowjetischen Ästhetik Anatoli Kanarski.
Walerij Bosenko hat einen Beitrag zur Bewahrung und Entwicklung der dialektischen marxistischen Tradition sowohl in der Sowjetzeit als auch nach dem Zerfall der Sowjetunion geleistet. Seine Arbeiten «Dialektik als Theorie der Entwicklung» und «Aktuelle Probleme des dialektischen Materialismus» sind Klassiker geworden und wurden 2001 unter dem gemeinsamen Titel «Allgemeine Theorie der Entwicklung» neu aufgelegt. Ein junger polnischer Marxist Mikolaj Sagorski behauptet, dass die Bücher «Allgemeine Theorie der Entwicklung» von Bosenko und «Dialektik des ästhetischen Prozesses» seines Nachfolgers Kanarski, die ein marxistisches Umdenken von Hegels «Wissenschaft der Logik» darstellen, einen wichtigen Beitrag zum theoretischen Denken leisteten und förderten, dass die Ukraine zu einer «theoretischen Nation» wurde.
Bosenko entwickelte eine neue Lehrmethode, die Methode der Problemgruppen, die von seinen Schülern und Nachfolgern aktiv verwendet wurde und wird. Einige Schüler und Nachfolger von Bosenko haben Einfluss auf die Tätigkeit einer Reihe öffentlicher Organisationen wie den Allukrainischen Verband der Arbeiter, die Organisation der Marxisten, der Zeitung „Arbeiterklasse“ (bis 2004), der auf Russisch, Englisch, Spanisch und Arabisch geschriebenen Webseite Kommunist.ru und der Zeitschriften „Gegen die Strömung“ und „Propaganda“.

## Familie
Bosenkos Ehefrau Leonida Sergeewna Gorbatowa war am Lehrstuhl für Ethik und Ästhetik der Taras-Schewtschenko-Universität Kiew tätig. Sie promovierte in Philosophie und schrieb das Buch «Moralische Prinzipien der sozialistischen Gesellschaft», das einen Versuch darstellt, die Probleme der Moral aus der Sicht der materialistischen Dialektik zu betrachten.
Die Tochter von Bosenko, Eugenia Walerijewna Bosenko, war am Lehrstuhl für Philosophie der Kiewer Landwirtschaftlichen Universität tätig. Sie ist Autorin von zahlreichen publizistischen Artikeln und hat verschiedene Bücher illustriert. Unter den von ihr illustrierten Büchern ist das Buch von Bosenko «Den Erzieher erziehen».
Der Sohn von Bosenko, Alexej Walerjewitsch Bosenko, ist ein in der Ukraine bekannter Philosoph. Er hat in der Philosophie habilitiert, hat zahlreiche Bücher über die Probleme der modernen Kunst geschrieben.

## Werke (Auswahl)
- Zur Frage über die Dialektik des Verhältnisses des «Ausbruchs» und «Sprungs» im Prozess der Bewegung, Kiew, 1961.
- Dialektik als Theorie der Entwicklung, Kiew, 1966
- Aktuelle Probleme des dialektischen Materialismus, Kiew, 1983
- Den Erzieher erziehen, Kiew, 1990
- Allgemeine Theorie der Entwicklung, Kiew, 2001
- Dialektik rächt sich für deren Vernachlässigung, Kiew, 2010